# Transilien Paris Sud-Est
Transilien Paris Sud-Est est la « région » du Transilien, le réseau de trains d'Île-de-France de la Société nationale des chemins de fer français (SNCF), qui gère partiellement la ligne D et intégralement la ligne R, permettant la desserte du sud-est de l'Île-de-France à partir de la gare de Lyon à Paris. Ainsi, les lignes D et R ont une direction commune et se partagent une partie du matériel roulant notamment les rames Z 5600, Z 20500 et Z 57000.

## Les lignes

### Ligne D

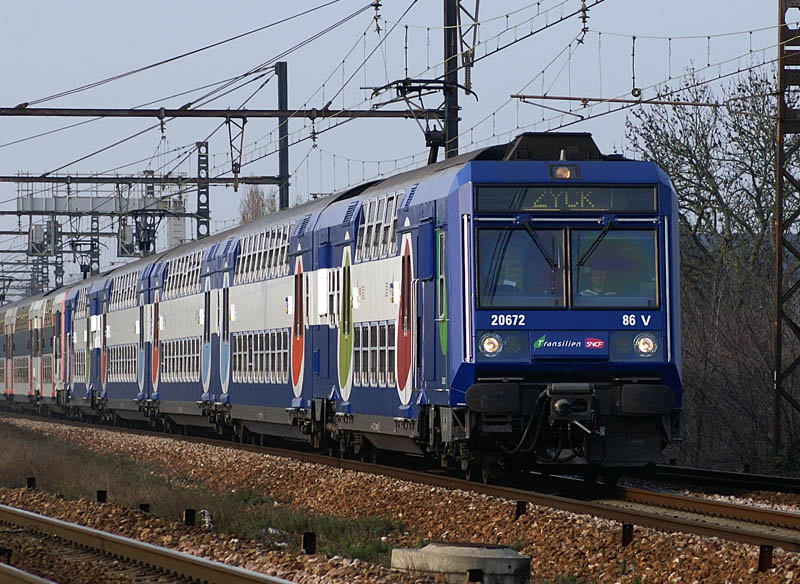
Une rame Z 20500 rénovée.

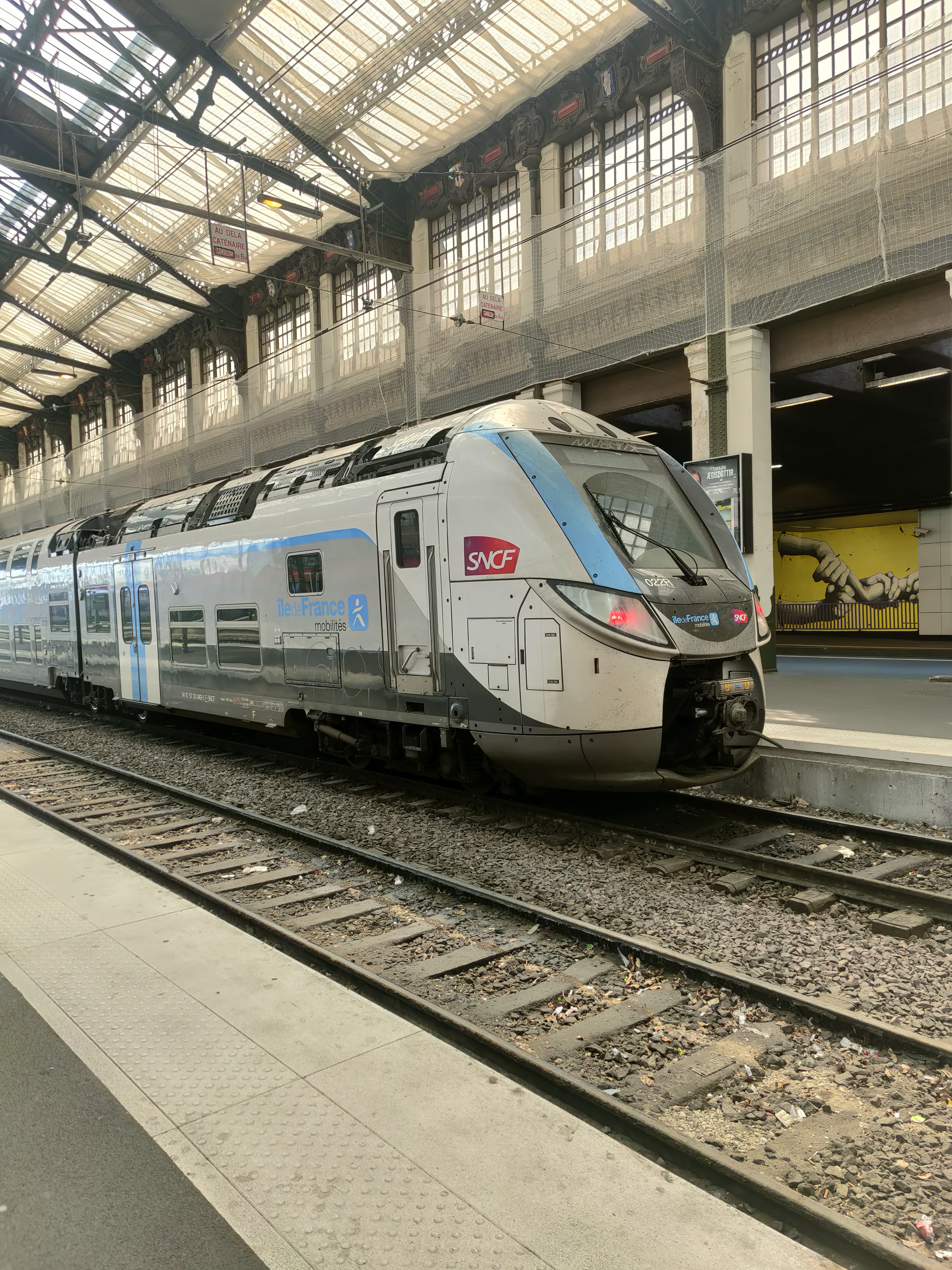
Une rame Regio 2N en gare de Paris-Gare-de-Lyon.

Transilien Paris Sud-Est gère une partie de la ligne D du RER entre Paris-Gare-de-Lyon et les deux branches de la banlieue sud-est, Melun et Malesherbes :
- Paris-Gare-de-Lyon – Corbeil-Essonnes – Boigneville – Malesherbes ;
- Paris-Gare-de-Lyon – Combs-la-Ville - Quincy – Melun / Juvisy – Corbeil-Essonnes – Melun.

### Ligne R
Transilien Paris Sud-Est exploite la ligne R du Transilien qui relie la gare de Paris-Gare-de-Lyon aux gares de Montereau et de Montargis :
- Paris-Gare-de-Lyon – Melun / Montereau via Moret-Veneux-les-Sablons / Souppes - Château-Landon – Montargis ;
- Melun – Montereau via Héricy.

## Projets

### Ligne S
Transilien Paris Sud-Est devrait exploiter dès décembre 2024 en service réduit puis à pleins service dès 2025, la ligne S du transilien qui reliera la gare de Malesherbes aux gares de Paris-Gare-de-Lyon ou de Juvisy ainsi qu'une seconde branche de Juvisy à Melun :
- Paris-Gare-de-Lyon - Malesherbes via Juvisy ;
- Juvisy - Malesherbes  ;
- Juvisy - Melun.